# Степанчук Сергій Анатолійович
Сергій Анатолійович Степанчук (нар. 25 листопада 1987, Дніпропетровськ, УРСР) — український футболіст, нападник кременчуцького «Кременя».

## Життєпис

### Ранні роки
Народився в Дніпропетровську, з 2001 по 2004 рік виступав у ДЮФЛУ за місцевий УФК. Перший тренер — Геннадій Григорович Шур. Дорослу футбольну кар'єру розпочав у 2006 році в складі дубля могильовського «Дніпра». Оскільки Сергію на той час ще не виповнилося 18 років, то він не міг підписати професіональний контракт з першою командою, через що на поле виходив переважно за дубль могильовського колктива, який виступав у чемпіонаті Могильовської області (загалом провів 37 матчів та відзначився 6-а голами). У 2006 році зіграв 1 поєдинок за Дніпро у Вищій лізі Білорусі. На початку грудня 2007 року відправився на перегляд до «Шерифа-2» (Тирасполь), але молдовському клубу не підійшов і повернувся до Могильова. У 2007 році повернувся в Україну, але працевлаштуватися в професіональному клубі юному футболісту не вдалося. Тому протягом року Степанчук виступав за дніпропетровські клуби «Вікторія» (3 матчі, 4 голи) та «Локомотив-Ветеран» (1 матч, 1 гол). У 2007 році підписав контракт з клубом Національного дивізіону Молдови «Ністру» (Атаки), за який зіграв 4 матч та відзначився 1 голом. В цей час на Сергія звернули увагу представники молодіжної збірної країни, які допомагали Степанчуку оформити необхідні документи, але зіграти за молдовську «молодіжку» футболіст так і не зміг. У січні 2008 року побував на перегляді в могильовському «Дніпрі», але білоруському не підійшов.

### Друге повернення в Україну
Під час зимової перерви сезону 2007/08 років підсилив харківський «Арсенал». Дебютував за харківську команду 3 квітня 2008 року в нічийному (1:1) домашньому поєдинку 20-о туру групи Б Другої ліги проти кременчуцького «Кременя». Сергій вийшов на поле на 70-й хвилині, замінивши Дмитра Батусова. Дебютним голом у футболці «Кременя» відзначився 10 травня 2008 року на 27-й хвилині переможного (3:1) домашнього поєдинку 27-о туру групи Б Другої ліги проти кіровоградського «Олімпіка». В лютому 2009 року Сергія та ще 3-ох його одноклубників виставили на трансфер. Загалом у складі «Арсеналу» в Другій лізі 36 матчів та відзначився 3-а голами, ще 1 поєдинок провів у кубку України.

### Перший прихід у «Кремінь»
Взимку 2009 року перейшов до «Кременя». Дебютував за кременчуцьку команду 11 квітня 2009 року в переможному (3:0) домашньому поєдинку 23-о туру групи Б Другої ліги проти дніпропетровського «Дніпра-75». Сергій вийшов на поле на 74-й хвилині, замінивши Руслана Борша. Дебютним голом у футболці «Кременя» відзначився на 90+2-й хвилині програного (1:2) виїзного поєдинку 31-о туру групи Б Другої ліги проти мелітопольського «Олкома». Степанчук вийшов на поле 65-й хвилині, замінивши Василя Клімова. У складі «Кременя» в Другій лізі зіграв 58 матчів та відзначився 5-а голами, ще 3 поєдинки провів у кубку України.

### «Арсенал» (Біла Церква)
Наприкінці червня 2011 року перейшов до білоцерківського «Арсеналу». Дебютував у футболці білоцерківців 16 липня 2011 року в переможному (2:1) виїзному поєдинку 1-о туру Першої ліги проти МФК «Миколаєва». Сергій вийшов на поле в стартовому складі, а на 30-й хвилині його замінив Гудзікевич. Дебютним голом за «канонірів» з Київщини відзначився 30 вересня 2011 року на 22-й хвилині програного (2;3) виїзного поєдинку 13-о туру Першої ліг проти алчевської «Сталі». Степанчук вийшов на поле в стартовому складі, а на 76-й хвилині його замінив Алексанов. У футболці «Арсеналу» в Першій лізі зіграв 47 матчів та відзначився 4-а голами, ще 3 матчі провів у кубку України. Через проблеми з фінансуванням клубу вирішив залишити його розташування.

### Повернення в «Кремінь»
Під час зимової перерви сезону 2012/13 років повернувся в «Кремінь». Дебютував за кременчуцьку команду 6 квітня 2013 року в нічийному (0:0) домашньому поєдинку проти горностаївського «Миру». Сергій вийшов на поле в стартовому складі, на 22-й хвилині отримав першу жовту картку, а на 81-й хвилині — другу, після чого був вилучений з поля. Дебютним голом за «Кремінь» відзначився 14 липня 2013 року на 1-й хвилині переможного (3:1) виїзного поєдинку 1-о туру Другої ліги проти хмельницького «Динамо». Сергій вийшов на поле в стартовому складі, а на 88-й хвилині його замінив Ваге Саркісян. Потраляв до символічної збірної гравців Другої ліги першої частини сезону 2013/14 років за версією інтернет-видання Football.ua (№1 на позиції правого півзахисника). Потрапив до аналогічної збірної за версією Football.ua й у другій частині сезону 2013/14 років (на позиції правий півзахисник, № 3). У складі «Кременя» в Другій лізі зіграв 59 матчів та відзначився 22-а голами, ще 3 поєдинки провів у кубку України.

### «Гірник-спорт» та третій прихід у «Кремінь»
Під час зимової перерви сезону 2014/15 років У Сергія завершився контракт з кременчуцькою командою й він прийняв пропозицію першолігового «Гірника-спорту». Дебютував за команду з Горішніх Плавнів 21 березня 2015 року в програному (0:2) виїзному поєдинку 18-о туру Перщої ліги проти кіровоградської «Зірки». Сепанчук вийшов на поле з капітанською пов'язкою в стартовому складі, а на 74-й хвилині його замінив Клімаков. У складі клубу з Комсомольська в Першій лізі зіграв 13 матчів, ще 1 поєдинок провів у кубку України. Наприкінці серпня 2015 року залишив розташування «Гірника-спорту».
Після відходу з клубу з Горішніх Плавнів повернувся до «Кременя». Дебютував за кременчуцьку команду 30 серпня 2015 року в програному (1:3) домашньому поєдинку 6-о туру Другої ліги проти ковалівського «Колосу». Сергій вийшов на поле в стартовому складі та відіграв увесь матч, а на 57-й хвилині отримав жовту картку. Дебютни голом у футболці «Кременя» відзначився 2 квітня 2016 року на 38-й хвилині переможного (3:1) домашнього поєдинку 17-о туру Другої ліги проти сумської «Барси». Степанчук вийшов на поле в стартовому складі, а на 86-й хвилині його замінив Дмитро Волошин. У сезоні 2016/17 років допоміг команді завоювати бронзові медалі Другої ліги та вийти до Першої ліги.

## Досягнення
- Друга ліга чемпіонату України
  -  Бронзовий призер (1): 2016/17

## Статистика виступів

### Клубна
Станом на 28 червня 2010
| Клуб               | Сезон   | Ліга  | Ліга | Кубок | Кубок | Загалом | Загалом |
| Клуб               | Сезон   | Матчі | Голи | Матчі | Голи  | Матчі   | Голи    |
| ------------------ | ------- | ----- | ---- | ----- | ----- | ------- | ------- |
| «Арсенал» (Харків) | 2007-08 | 15    | 1    | 0     | 0     | 15      | 1       |
| «Арсенал» (Харків) | 2008-09 | 21    | 2    | 1     | 0     | 21      | 2       |
| «Арсенал» (Харків) | Загалом | 36    | 3    | 1     | 0     | 37      | 3       |
| «Кремінь»          | 2008-09 | 11    | 2    | 0     | 0     | 11      | 2       |
| «Кремінь»          | 2009-10 | 25    | 3    | 1     | 0     | 26      | 3       |
| «Кремінь»          | Total   | 37    | 5    | 1     | 0     | 38      | 5       |
| Career             | Total   | 72    | 8    | 2     | 0     | 74      | 8       |